# Edificio Kae Lel
El Consorcio Kae Lel es una torre de departamentos de 10 pisos de altura. Es la única edificación en altura importante en el panorama urbano de la ciudad de Rada Tilly (provincia del Chubut, Argentina). Está ubicada al frente de la costa radatilense.

## Generalidades

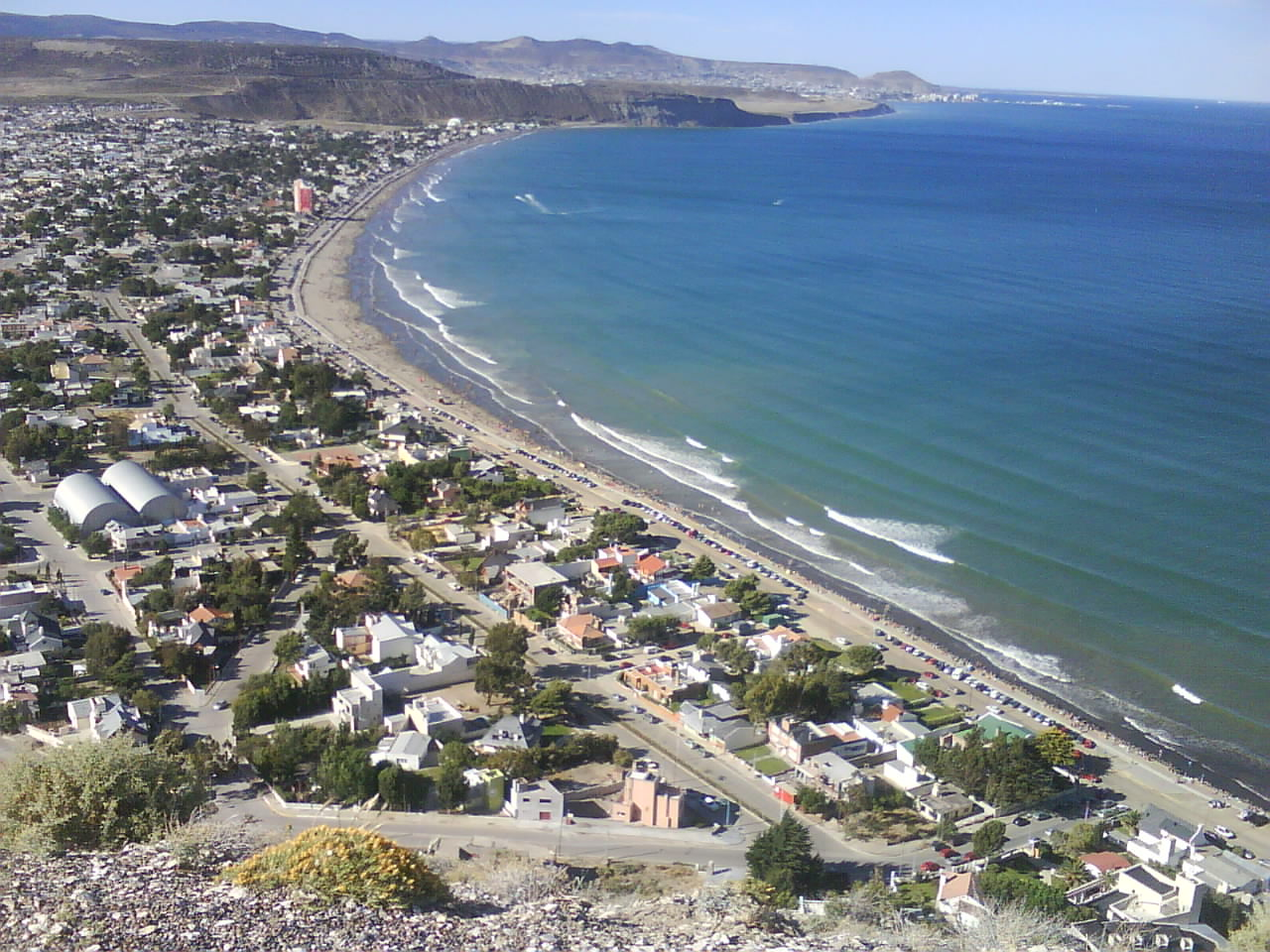
El edificio soporta fuertes vientos del oeste en los pisos superiores

Se trata de un edificio de 37 metros de altura, cuando recién emergía la localidad. Comenzó a gestarse en 1978, según los datos que figuran en el expediente 683 - A- 71. El mismo está ubicado en la  manzana 11, lote 13 A con una superficie 1392,94 metros cuadrados. Según indican datos del archivo histórico, el permiso de construcción salió a nombre de Herminia P. De Zamit y Elsa D. de Altuna dos apellidos de empresarios de renombre en Comodoro. Sin embargo, estas personas sólo habrían sido los dueños de los terrenos que luego uilizó el consorcio de propietarios, una sociedad civil que se conformó en marzo de 1978 sometida a la ley de propiedad horizontal 13.512
El proyecto de obra fue confeccionado por el estudio técnico de Carlos Tunik, el ingeniero Carlos Campanelli y otro tercer integrante. El mismo proyectó 27 departamentos distribuidos en 9 pisos, con un plazo de obra de 49 meses. Los futuros propietarios de los departamentos fueron quienes a través de una cuota mensual costearon la construcción del edificio y luego se distribuyeron las unidades habitacionales.
La construcción no estuvo exenta de polémica, en virtud que no todos estaban de acuerdo con la construcción de un edificio en la primera avenida de Rada Tilly. Hubo temor de que luego haya otros emprendimientos de este tipo y la fisonomía de la villa se vaya a las alturas. Para evitar que esto suceda recién en 1998 el concejo deliberante sancionó la ordenanza 13127/98, que formó parte del Plan de Desarrollo Urbanístico siglo XXI. La ordenanza 13127/98 tuvo por objetivo asegurar y mejorar una permanente calidad de vida a los habitantes de la localidad, y se argumentaba en la gran demanda de inmuebles que había en Rada Tilly -algo que continúa hasta hoy- y los altos valores inmobiliarios de los mismos, lo que provocó un importante aumento en las presentaciones de documentación técnica para la construcción de complejos de unidades habitacionales en predios urbanos.
La legislación apostaba a construir en forma dinámica y ordenada, asegurando el respeto del medioambiente, los valores paisajísticos y el patrimonio cultural.
La municipalidad en principio, estableció una altura máxima de 12 metros. Sin embargo, 10 años después esa ordenanza fue modificada y se limitó la altura a 9 metros a partir de la cola de lote, no debiendo esta cota ser inferior al nivel de cordón cuneta existente o previsto.

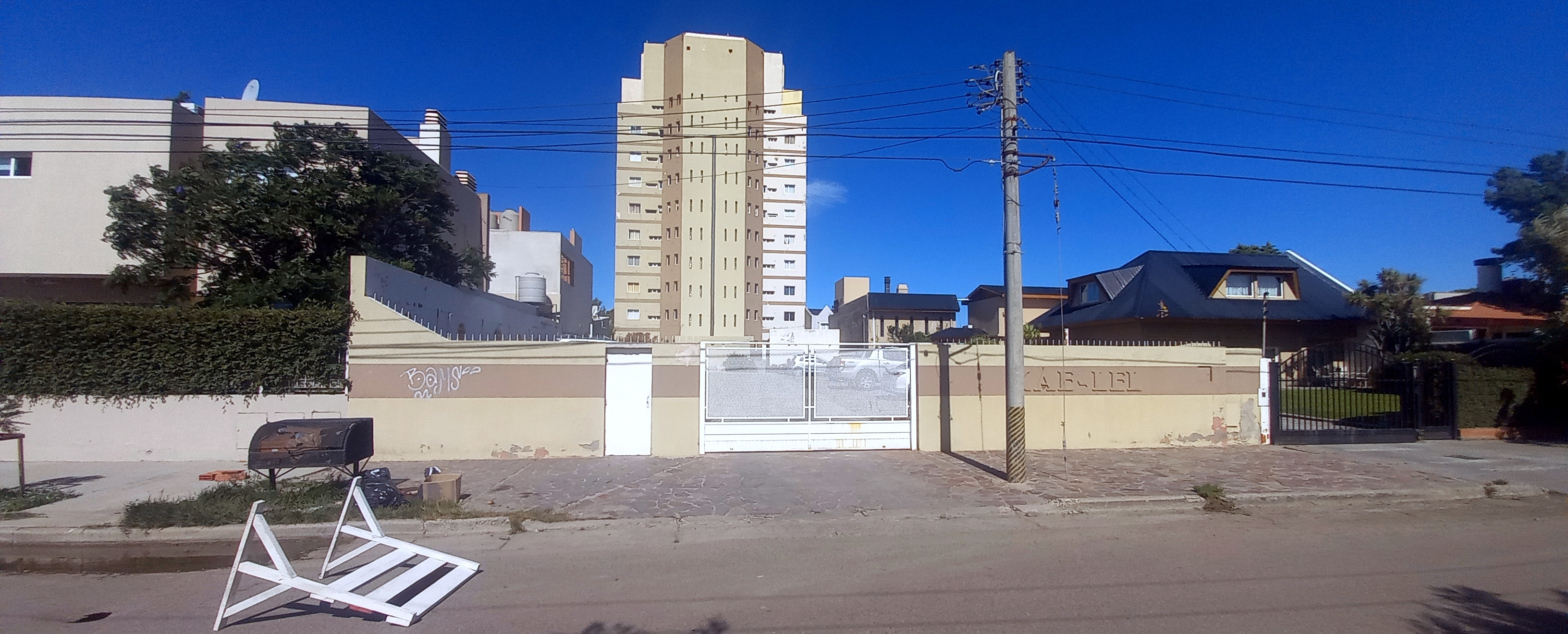
Parte trasera de la torre con las cocheras. La misma es opuesta a la avenida donde tiene su fachada principal.

De esta forma, se terminó definiendo la fisonomía de la villa balnearia, algo que permite disfrutar del sol en la playa y tener un paisaje armónico que embellece aún más la costa de este punto sureño lugar de la Patagonia. Gracias a este edificio, se promulgó una ordenanza comunal la cual comunicaba la prohibición de edificios de más de 3 pisos de altura con el fin de preservar la vista desde cualquier punto de Rada Tilly.
Hubo un proyecto para terminar con soledad de la torre con la construcción de un complejo de edificios de has 26 metros de altura a manos del Grupo Indalo sobre un costado del camino alternativo en el ingreso a Rada. El complejo albergaría, hasta 2009, un hotel como edificio más alto, otros 4 de 21, uno más de 16 metros, y otros 18 multifamiliares (las cabañas originales ahora ampliadas).
Para octubre de 2020 el edificio fue noticia de nuevo, ya que se iniciaba el fin del contrato con Coca Cola. Tras 30 años seguidos  la publicad de esta empresa cesaba en Rada Tilly.
Lo más significativo de esta torre de altura, es el hecho de que su soledad en medio de la ciudad no significa la falta de inversión en altura; sino ausencia total de planificación.